# André Phillips
André Lamar Phillips (Milwaukee, Wisconsin, 5 de setembro de 1959) é um antigo atleta Estados Unidos que ganhou notabilidade por ter conquistado a medalha de ouro dos 400 metros com barreiras nos Jogos Olímpicos de Seul 1988.
Phillips passou toda a sua carreira na sombra do seu ídolo Edwin Moses, ficando várias vezes atrás dele durante a impressionante série de vitórias do ex-recordista mundial. Foi só na final olímpica de Seul que Phillips finalmente bateu Moses, precisando, para isso, de realizar um tempo de 47.19 s que faz dele, ainda hoje, o quinto melhor barreirista de 400 m de todos os tempos, só atrás de Kevin Young, Edwin Moses, Bryan Bronson e Samuel Matete.
Frequentou a Universidade da Califórnia em Los Angeles ganhando nessa época os Campeonatos Nacionais da NCAA em 1981. Em 1983 foi selecionado para a primeira edição dos Campeonatos Mundiais, realizada em Helsínquia. O tempo de 49.24 s realizado na final, permitiu-lhe apenas ficar em quinto lugar, bem longe do vencedor Edwin Moses. Em 1985 venceu a prova inserida na Taça do Mundo de Atletismo de 1985, disputada em Camberra (Austrália).
Atualmente, Phillips é professor e diretor-adjunto de um liceu em Stockton (Califórnia).